# Oleksandr Horshkov
Oleksandr Viktorovych Horshkov - em ucraniano, Олександр Вікторович Горшков (Kirowsk, 8 de fevereiro de 1970) é um futebolista ucraniano.

## Biografia
Integra o elenco do Zenit São Petersburgo como jogador de meio-de-campo, tendo participado da ascensão meteórica da equipe russa: em menos de um ano, conquistou seu primeiro campeonato nacional, o segundo troféu europeu de uma equipe russa (a Copa da UEFA) e a Supercopa Européia, partida tira-teima contra o Manchester United, campeão da Liga dos Campeões da UEFA. Ao fim de 2008, aposentou-se.
Curiosamente, Horshkov atuou por Rússia e Ucrânia: defendera a Seleção Russa em dois amistosos de 1998, já como jogador do Zenit; Em 2003, realizou suas quatro partidas (e marcou um gol) pela sua terra natal nas Eliminatórias para a Eurocopa 2004.
Por ter jogado no futebol russo desde 1996 e não ter se firmado na Ucrânia, é mais conhecido por seu nome russificado, dos tempos de URSS: Aleksandr Viktorovich Gorshkov (Александр Викторович Горшков, em russo).